# Francesco Scardamaglia
Francesco Scardamaglia (* 23. Februar 1945 in Varese; † 17. Oktober 2010 in Rom) war ein italienischer Drehbuchautor, Filmproduzent und Filmregisseur.

## Leben
Scardamaglia ist der Sohn von Elio Scardamaglia, der ebenfalls als Autor und Regisseur in Italien bekannt geworden ist. Nachdem er seine Kindheit und Jugend in Varese verbracht hatte, zog Scardamaglia 1966 nach Rom. Zum Teil in Zusammenarbeit mit seinem Vater zeichnet er seit 1963 für die Produktion zahlreicher Miniserien und Spielfilme verantwortlich, die ein breites Spektrum – von Historien- und Bibelthemen bis hin zu Filmkomödien – abdecken. Bekanntheit erlangt haben im deutschsprachigen Raum vor allem Scardamaglias Filme mit Bud Spencer in der Hauptrolle, darunter der 1978 produzierte Science-Fiction-Film Der Große mit seinem außerirdischen Kleinen.
1970 führte er beim Pseudo-Dokumentarfilm Maschi e femmine zusammen mit Augusto Caminito auch Regie.

## Filmografie (Auswahl)

### Spielfilme
- 1963: Der Stärkste unter der Sonne (Maciste l'eroe più grande del mondo)
- 1967: Django – Die Totengräber warten schon (Quella sporca storia nel West)
- 1968: Django – Ein Sarg voll Blut (Il momento di uccidere)
- 1968: Töte alle und kehr allein zurück (Ammazzali tutti e torna solo!)
- 1974: Zwei wie Pech und Schwefel (... altrimenti ci arrabbiamo!)
- 1977: Charleston – Zwei Fäuste räumen auf (Charleston)
- 1979: Der Große mit seinem außerirdischen Kleinen (Uno Sceriffo extraterrestre… poco extra e molto terrestre)
- 1980: Buddy haut den Lukas (Chissà perché… capitano tutte a me)
- 1982: Der Bomber (Bomber)
- 2001: Bernadette von Lourdes (Lourdes)
- 2002: Ein Leben für den Frieden – Papst Johannes XXIII. (Papa Giovanni – Ioannes XXIII)
- 2006: Papa Luciani – Il sorriso di Dio
- 2012: Barabbas

### TV-Miniserien
- 1985: Quo Vadis? (Quo Vadis?)
- 1987: Ein Kind mit Namen Jesus (Un bambino di nome Gesù)